# Stazione di Bologna San Ruffillo
Stazione di Bologna San Ruffillo vasútállomás Olaszországban, Bologna településen.

## Vasútvonalak
Az állomást az alábbi vasútvonalak érintik:
- Bologna–Firenze-vasútvonal

## Kapcsolódó állomások
A vasútállomáshoz az alábbi állomások vannak a legközelebb:
- Stazione di Rastignano (Stazione di Firenze Santa Maria Novella, Bologna–Firenze-vasútvonal)
- Stazione di Bologna Mazzini (Stazione di Bologna Centrale, Bologna–Firenze-vasútvonal)